# 동네 한 바퀴 (윤종신의 음반)
《동네 한 바퀴》는 가수 윤종신의 열 한번째 정규 음반이며, 10집 이후 3년 만에 발매된 정규 앨범이다. 015B 멤버였던 정석원이 프로듀싱을 맡았다. 앨범 수록곡들의 장르는 복고풍, 발라드, 댄스 등으로 다양하다. 온라인 발매일은 2008년 11월 17일, 정규 음반 발매일은 2008년 11월 26일이다. 이번 앨범에서 특기할 만한 점은 더블 타이틀곡으로 발매되었다는 점이다. 두 타이틀 곡은 래퍼 MC몽이 피처링한 〈즉흥여행〉과 〈내일 할 일〉이다. 또한 후속곡은 〈동네 한 바퀴〉이다. 후속곡의 경우 초기에는 담담한 어쿠스틱 버전이었으나, 이후 오케스트라가 어우러진 버전으로 바뀌었다.

## 수록곡
| #             | 제목                              | 작사                  | 작곡           | 재생 시간 |
| ------------- | --------------------------------- | --------------------- | -------------- | --------- |
| 1.            | 동네 한 바퀴                      | 윤종신                | 정석원         | 3:52      |
| 2.            | 야경 (夜景)                       | 윤종신                | 정석원         | 4:43      |
| 3.            | 즉흥여행 (Feat. MC몽)             | 윤종신 MC몽 (랩 작사) | 정석원         | 4:14      |
| 4.            | 내일 할 일                        | 윤종신                | 윤종신, 이근호 | 4:07      |
| 5.            | 같이 가줄래                       | 박주연                | 윤종신, 이근호 | 4:47      |
| 6.            | 벗어나기                          | 윤종신                | 윤종신, 이근호 | 4:17      |
| 7.            | O My Baby                         | 윤종신                | 윤종신, 이근호 | 4:14      |
| 8.            | She's Not Here (부제 : 마주친 날) | 윤종신                | 정석원         | 3:47      |
| 9.            | 무감각                            | 윤종신                | 윤종신, 이근호 | 4:19      |
| 10.           | 나에게 하는 격려                  | 윤종신                | 정석원         | 3:48      |
| 총 재생 시간: | 총 재생 시간:                     | 총 재생 시간:         | 총 재생 시간:  | 41:28     |

## 참여 스텝
- 프로듀서 : 정석원
- 믹싱 엔지니어 : 노양수
- 레코딩 엔지니어 : 이원경
- 에디팅 엔지니어 : 오성근
- 마스터링 : 최효영 at Sonic Korea
- 사진 작가 : 안성진, 박승갑 at TEO
- 사진 보조 : 안지훈, 박은진, 황진용 at TEO
- 디자인 : 공민선 at OPEN STUDIO
- 캘리그래퍼 : 정용석
- 스타일리스트 : 오영주, 이정화, 김미현, 황지영
- 매니지먼트 : 윤윤재, 조배현
- 제작 : MUSIC DOPIO